# Eber, Çay
Eber là một thị trấn thuộc huyện Çay, tỉnh Afyonkarahisar, Thổ Nhĩ Kỳ. Dân số thời điểm năm 2011 là 976 người.